# Centro Internacional del Títere de Tolosa (TOPIC)
El Centro Internacional del Títere de Tolosa es un museo dedicado íntegramente al teatro de muñecos u oficio titiritero. Su actividad se concreta en la promoción, difusión, documentación e investigación, así como en la formación y el reciclaje profesional, además de la conservación del patrimonio de todo lo relacionado con el mundo de los títeres. El Centro es el único en Europa dedicado íntegramente al arte titiritero. También conocido como TOPIC (acrónimo del inglés Tolosa Puppet International Center), está gestionado por el Centro de Iniciativas de Tolosa "CIT", y un consejo asesor que agrupa a personalidades de diferentes ámbitos. Se puede visitar en el edificio del antiguo, y luego renovado, Palacio de Justicia de esa ciudad.

## Historia
El Centro de Iniciativas de Tolosa (CIT) se creó en 1967 como una asociación cultural privada sin ánimo de lucro, para promover e impulsar la cultura tolosana. En 1994 fue declarada Asociación de utilidad pública. Esta asociación ideó y promovió la celebración del Festival Internacional de títeres Titirijai, cuya primera edición se celebró en 1982. Con el constante crecimiento de este festival se presentó en 1987 el primer proyecto para un Centro Internacional de Títeres en Tolosa. Tras la renovación del Palacio de Justicia entre 2007 y 2009, finalmente el Centro Internacional del Títere se inauguró en 2009.

## Sede
El museo se alberga en el antiguo Palacio de Justicia y cárcel de primera retención de Tolosa, tras la modernización y remodelación que llevó a cabo el arquitecto Antón Pagola. El edificio está catalogado como patrimonio cultural. En la gestión del edificio participan varios organismos oficiales de ámbito local, autonómico y estatal.

## Accesos
Al museo se accede a pie desde la Plaza de Euskal Herria, en el centro de la ciudad de Tolosa. La autopista A-1 se encuentra a unos escasos cientos de metros y la ciudad cuenta con buena red de transporte público.

## Colecciones

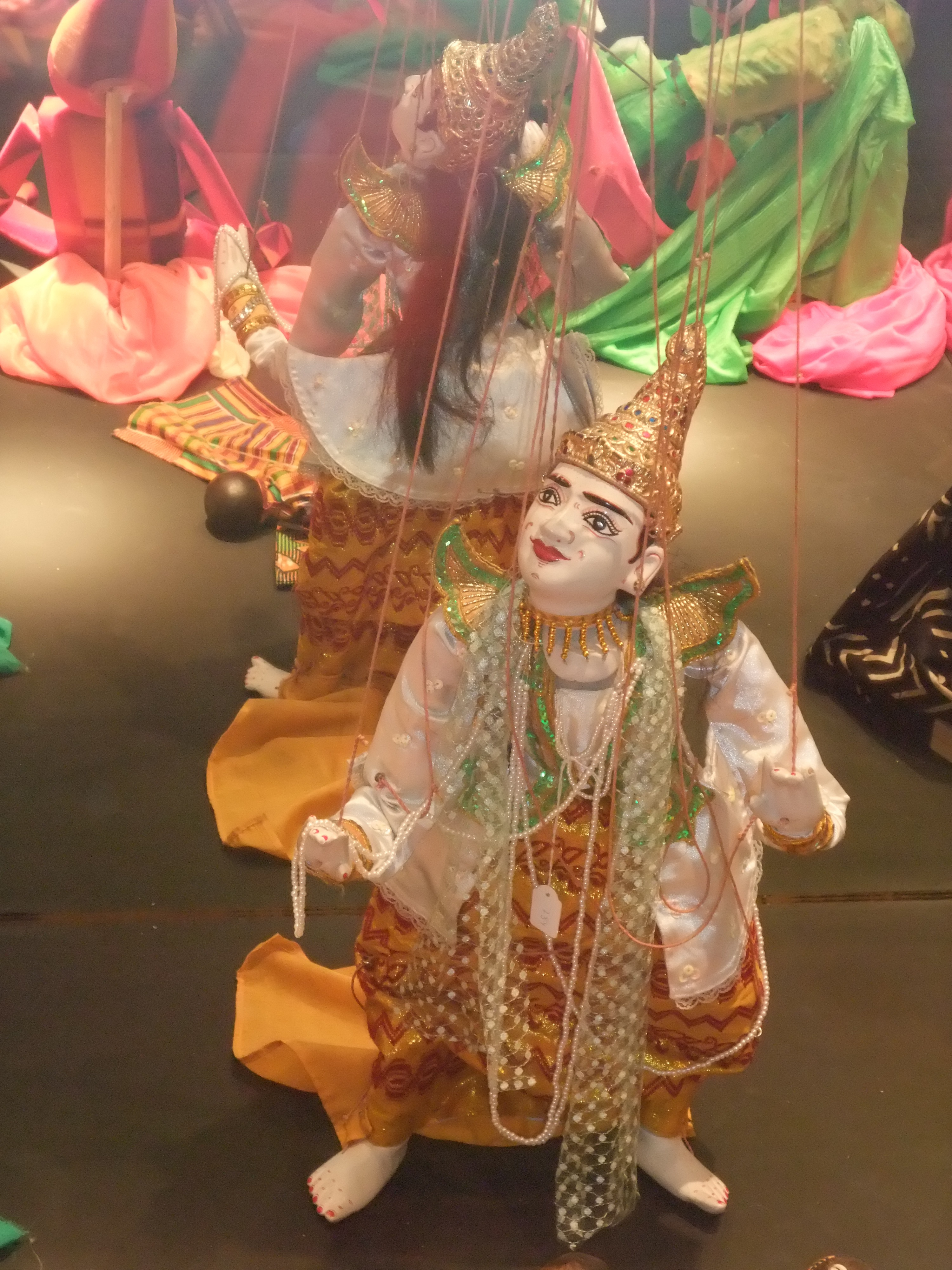
Marioneta del Museo del TOPIC

Las colecciones de muñecos abarcan desde el siglo xviii hasta la actualidad y un ámbito espacial mundial, con especial dedicación al continente asiático. La colección alcanza casi los dos millares de muñecos y en ella se pueden observar las diferentes técnicas de manipulación de los títeres.

## Actividades del museo
En el Centro se desarrollan talleres, escuela de verano, campañas y otros eventos, entre los que destaca la organización del Festival Internacional del Títere Titirijai. Cuenta con un espacio escénico que puede acoger hasta 250 espectadores.